# Івановичі (Оліївська сільська громада)
Іва́новичі — село в Україні, в Оліївській сільській територіальній громаді Житомирського району Житомирської області. Населення становить 240 осіб (2001).

## Населення

### Мова
Розподіл населення за рідною мовою за даними перепису 2001 року:
| Мова       | Кількість | Відсоток |
| ---------- | --------- | -------- |
| українська | 238       | 99.17 %  |
| білоруська | 2         | 0.83 %   |
| Усього     | 240       | 100 %    |

## Історія
У 1906 році — колонія Пулинської волості Житомирського повіту Волинської губернії. Відстань від повітового міста 25 верст, від волості 6. Дворів 67, мешканців 484.
До 7 вересня 2016 року село входило до складу Новопільської сільської ради Черняхівського району Житомирської області.
12 червня 2020 року, відповідно до розпорядження Кабінету Міністрів України № 711-р «Про визначення адміністративних центрів та затвердження територій територіальних громад Житомирської області», територію та населені пункти Вільської сільської територіальної громади включено до складу Оліївської сільської територіальної громади Житомирського району Житомирської області.